# Pseudosinella aeolica
Pseudosinella aeolica is een springstaartensoort uit de familie van de Entomobryidae. De wetenschappelijke naam van de soort is voor het eerst geldig gepubliceerd in 1973 door Dallai.